# Koonzime
Koonzime (auch Djimu, Dzimou, Kooncimo, Koozhime, Koozime, Nzime und Zimu) ist eine Bantusprache und wird von circa 30.000 Menschen in Kamerun gesprochen (Zensus 2000). 
Sie ist im Département Haut-Nyong in der Region Est unter dem Volk der Ndzimu verbreitet. Viele Angehörige des Volkes der Baka nutzen sie als Zweitsprache. 
Etwa 2000 Personen können Koonzime lesen und etwa 50 Personen können die Sprache schreiben. Sie wird in Grundschulen gelehrt und es gibt Radioprogramme in Koonzime.
Sie wird in der lateinischen Schrift geschrieben.

## Klassifikation
Koonzime ist eine Nordwest-Bantusprache und gehört zur Makaa-Njem-Gruppe, die als Guthrie-Zone A80 klassifiziert wird. 
Sie hat die Dialekte Nzime (auch Koonzime) und Badwe’e (auch Badjoue, Bajwe’e und Koozime).